# Leah Paul
Leah Paul (* 10. September 1999 in Dublin, Irland) ist eine irische Cricketspielerin, die seit 2017 für die irische Nationalmannschaft spielt.

## Aktive Karriere
Paul gab ihr Debüt in der irischen Nationalmannschaft im Mai 2017 bei einem Vier-Nationen-Turnier in Südafrika gegen Indien, konnte sich jedoch zunächst nicht etablieren. Im August 2019 folgte ihr Debüt im WTwenty20-Cricket bei einem Vier-Nationen-Turnier in den Niederlanden gegen den Gastgeber. Beim darauf folgenden ICC Women’s T20 World Cup Qualifier 2022 gelangen ihr 3 Wickets für 10 Runs gegen Thailand. Im Mai 2021 in einer WTwenty20-Serie gegen Schottland erzielte sie ein Mal vier (4/16) und ein Mal drei (3/13) Wickets, wofür sie als Spielerin der Serie ausgezeichnet wurde. Im Oktober gelangen ihr dann in Simbabwe zwei Fifties (95 und 63 Runs). In den Niederlanden gelang ihr im August 2022 mit 137 Runs aus 138 Bällen ihr erstes Century. Im November erzielte sie dann in der WODI-Serie in Pakistan ein Fifty über 65 Runs.